# Primo Volpi
Primo Volpi (Castiglione d'Orcia, 26 aprile 1916 – Empoli, 28 novembre 2006) è stato un ciclista su strada italiano.
Professionista e indipendente tra il 1938 e il 1957, corse tra le altre per la Legnano, la Viscontea, la Cozzi Silger, la Arbos, la Bartali e la Welter, distinguendosi soprattutto come scalatore. Ottenne come principali successi da professionista le vittorie al Giro della Sicilia e al Giro della Catalogna nel 1951, la Coppa Bernocchi 1952, la Coppa Sabatini nel 1952 e nel 1953.

## Carriera
Primo di nove fratelli (sei maschi e tre femmine), iniziò a fare ciclismo nel 1933-1934 tra gli allievi insieme al cugino Arturo correndo nella squadra della Mens Sana di Siena; nel 1935 i due passarono poi alla S.S. Anelio Tempora di Bettolle. Dopo il ritiro dall'attività del cugino a causa di un incidente, passò prima nella categoria dilettanti e poi in quella indipendenti (nel 1938).
Passò professionista nel 1940 con la Legnano: in stagione corse il suo primo Giro d'Italia terminando al ventunesimo posto della classifica generale e vincendo una tappa ad Arezzo; sempre alla "Corsa Rosa" fu decimo nel 1946. Nel 1948, dopo avere corso un grande Giro, chiuso al quinto posto, fu convocato da Alfredo Binda, allora Commissario Tecnico della nazionale italiana di ciclismo, per il Tour de France, poi vinto dall'amico e capitano di squadra Gino Bartali, "salvatore della patria" dopo l'attentato a Palmiro Togliatti.
Nel 1950 partecipò al Giro dell'Africa del Nord vincendo una tappa, la classifica scalatori e piazzandosi quinto. Nello stesso anno fu secondo al Giro di Toscana, raggiunto e superato sotto lo striscione del traguardo dal conterraneo Bartali, e al Giro del Belgio per indipendenti. L'anno seguente si aggiudicò il Gran Premio di Pontremoli, ultima tappa del Trofeo dell'Unione Velocipedistica Italiana, il Giro di Catalogna, che vinse dopo aver tenuto la maglia oro di leader della generale per dodici tappe, e il Giro di Sicilia. Nel 1952 si impose quindi nella Coppa Bernocchi e nella prima edizione della Coppa Sabatini a Peccioli, trionfo quest'ultimo bissato nel 1953.
Trionfò nel Giro d'Europa 1954, dove vinse anche una tappa grazie alle sue capacità atletiche e tattiche, e nella stessa stagione si aggiudicò una frazione al Giro di Svizzera. Ottenne la sua prima vittoria in volata nel 1956, a quasi 40 anni, nella tappa di Oviedo del Giro delle Asturie, battendo il forte Charly Gaul. Fu definito "un demonio infilato in un tubolare di ricambio", "vecchione n. 2" (il "vecchione n. 1" era l'appellativo riservato a Gino Bartali) e soprannominato "il Bartali degli indipendenti".

## Dopo il ritiro
Ritiratosi dall'attività nel 1957, fino al 1959 allenò i giovani dilettanti della "China Gambacciani" di Empoli, dove si era trasferito da San Quirico d'Orcia. Nel 1960 passò ad allenare la squadra del Brooklin-Rilsan riscuotendo notevoli successi.
Dopo il ritiro dal mondo del ciclismo, fino all'età di 80 anni Volpi continuò ad inforcare la bicicletta e macinare quotidianamente decine e decine di chilometri. È deceduto ad Empoli il 28 novembre 2006, all'età di novant'anni. A San Quirico d'Orcia viene organizzata dal 2002 una Gran Fondo di ciclismo a lui intitolata.

## Palmarès
- 1938 (dilettanti)

Circuito di Cesa
- 1940 (Legnano, una vittoria)

9ª tappa Giro d'Italia (Terni > Arezzo)
- 1943 (S.S. Tempora Bettolle, due vittorie)

Torino-Biella
Gran Premio di Roma
- 1945 (Viscontea, una vittoria)

3ª tappa, 2ª semitappa Giro delle Quattro Provincie (Rieti > Roma)
- 1946 (Ricci, tre vittorie)

Coppa Arno
Coppa Bonafede
Coppa Minatori (Abbadia San Salvatore)
- 1948 (Arbos, una vittoria)

Circuito degli Assi
- 1949 (Arbos, due vittorie)

5ª tappa Giro del Lazio (Latina > Roma)
7ª tappa Giro della Sicilia (Marsala > Palermo)
- 1950 (Arbos & Viscontea, sei vittorie)

tappa Giro del Belgio indipendenti (Herstal > Remouchamps)
Coppa Marzocchi
tappa Giro dell'Africa del Nord (Tieret > Mascara)
Coppa Pero
Circuito delle Sette Valli (Pila di Perugia)
IV Gran Premio Carmine Russo
- 1951 (Arbos & Bartali, nove vittorie)

1ª tappa Volta Ciclista a Catalunya (San Sebastian > Granollers)
Classifica generale Volta Ciclista a Catalunya
2ª tappa Giro della Sicilia (Messina > Catania)
3ª tappa Giro della Sicilia (Catania > Vittoria)
Classifica generale Giro della Sicilia
Gran Premio di Pontremoli
Coppa Valle del Potenza (Porto Recanati)
Giro dell'Isola d'Elba
Gran Premio di Pieve di Sinalunga
- 1952 (Arbos, sei vittorie)

Coppa Fiera di Ponte a Egola
III Coppa Teatro Moderno di Sinalunga
Gran Premio di Industria e Commercio di Quarrata
Coppa Sabatini
Coppa Bernocchi (valida come una delle prove del Campionato italiano)
6ª tappa Gran Premio del Mediterraneo (Messina > Catania)
- 1953 (Arbos, quattro vittorie)

5ª tappa Giro della Sicilia (Vittoria > Sciacca)
Gran Premio dei Ceramisti (Ponzano Magra)
Circuito Valle del Liri
Coppa Sabatini
- 1954 (Arbos, sei vittorie)

6ª tappa Tour de Suisse (Berna > Friburgo)
11ª tappa Giro d'Europa (Como > Lugano, cronometro)
Classifica generale Giro d'Europa
Corsa Milione di Catania-Trofeo Butangas
Gran premio Città di Castello
Giro dell'Etna
- 1956 (Welter, una vittoria)

6ª tappa Vuelta a Asturias (Avilés > Oviedo)

### Altri successi
- 1953 (Arbos)

Classifica generale Trofeo dell'U.V.I.
- 1954 (Arbos)

4ª tappa Giro d'Europa (Remich > Saarbrücken, cronosquadre)

## Piazzamenti

### Grandi Giri
- Giro d'Italia

1940: 21º
1946: 10º
1948: 5º
1949: 17º
1950: 38º
1952: 36º
1953: 25º
1954: 21º
1955: 36º
- Tour de France

1947: 23º
1948: 27º

### Classiche monumento
- Milano-Sanremo

1940: 68º
1941: 32º
1943: 28º
1946: 24º
1949: 70º
1950: 81º
1952: 25º
1953: 62º
1954: 81º
1955: 55º
- Giro di Lombardia

1939: 22º
1942: 7º
1945: 31º
1948: 19º
1949: 42º
1950: 73º
1951: 8º
1952: 26º
1953: 21º
1954: 9º
1955: 90º